# The Beaver

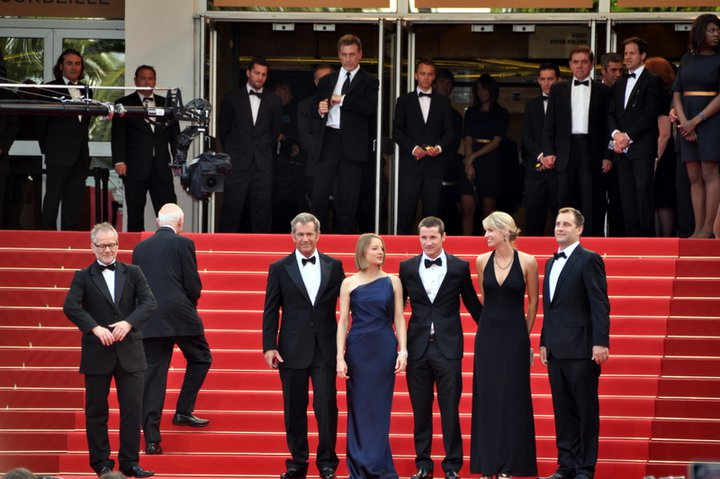
Cast en regisseur van The Beaver op Cannes 2011

The Beaver is een Amerikaanse (humoristische) dramafilm uit 2011, geregisseerd door Jodie Foster, met Mel Gibson in de hoofdrol. Het is hun eerste film samen sinds Maverick uit 1994.

## Rolverdeling
- Mel Gibson als Walter Black, een depressieve eigenaar van een speelgoedfirma / The Beaver, een tussen het vuilnis gevonden beverhandpop.
- Jodie Foster als Meredith Black, Walters echtgenote.
- Anton Yelchin als Porter Black, de tienerzoon die in niets op zijn vader wil lijken.
- Jennifer Lawrence als Norah, het meisje waarmee Porter een relatie start.
- Riley Thomas Steward als de jongere zoon van Walter en Meredith.
- Cherry Jones als Morgan Newell, onderdirecteur van Walters speelgoedfirma.

## Productie
Voordat Mel Gibson de hoofdrol kreeg toebedeeld, werden eerst Steve Carell en vervolgens Jim Carrey benaderd.

## Ontvangst
The Beaver kreeg gemengde tot positieve kritieken. Rotten Tomatoes geeft de film een waardering van 62%, gebaseerd op 169 recensies.
Op IMDB had hij een score van 6,7, gebaseerd op 22.486 stemmen van gebruikers. 
De film deed het niet erg goed in de bioscopen. Tijdens het openingsweekend in de VS bracht hij $107.577 op.